# Raouf Ben Aziza
Pour l’article homonyme, voir Aziza.
Abderraouf Ben Aziza dit Raouf Ben Aziza (arabe : رؤوف بن عزيزة), né le 23 septembre 1953 à Grombalia, est un footballeur tunisien.

## Carrière

### Clubs

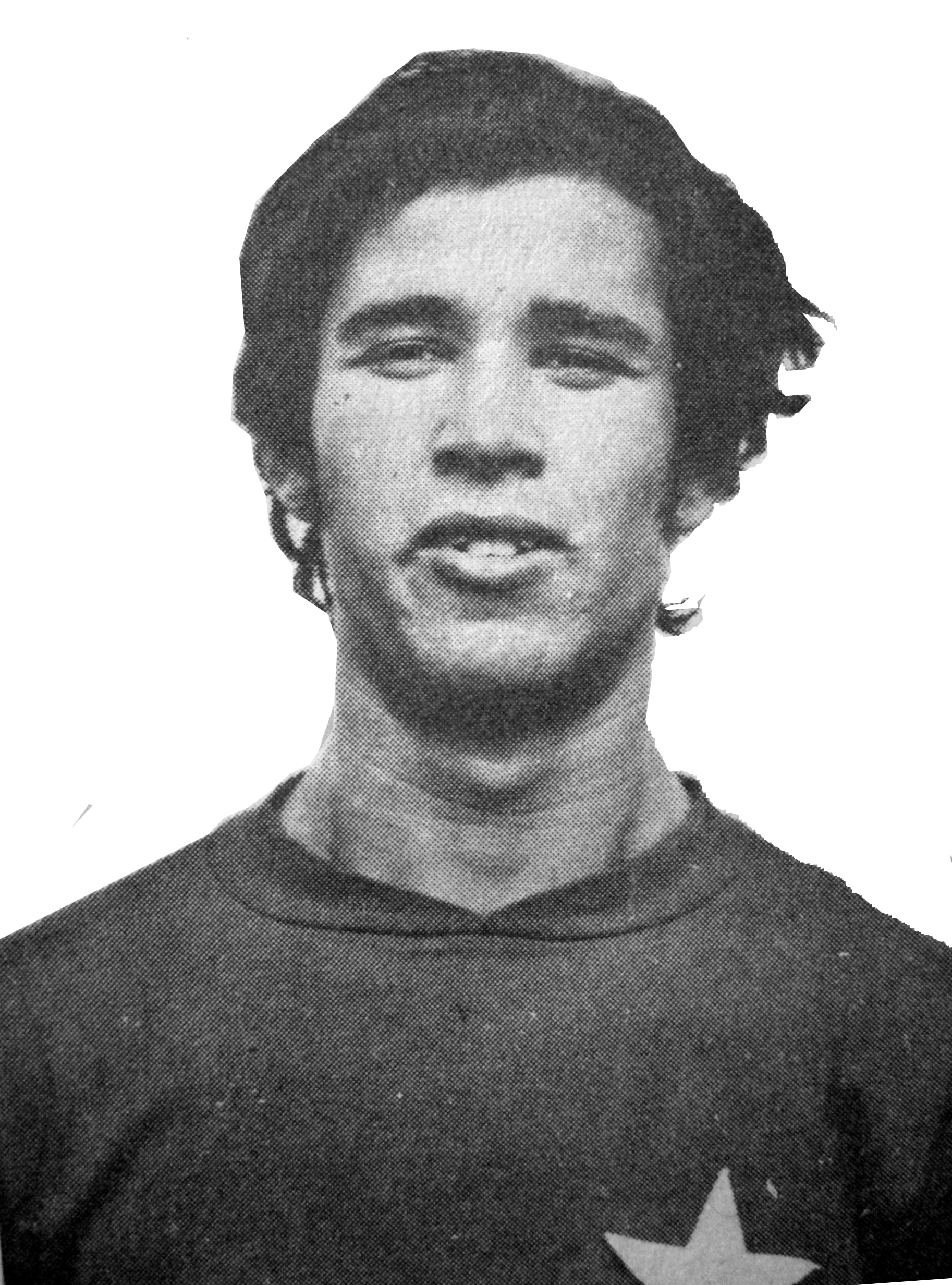
Raouf Ben Aziza, joueur de l'Étoile du Sahel en 1973.

Il vit à Grombalia où son père exerce dans les finances publiques. En compagnie de son frère aîné Lamine, il s'adonne à son sport favori et signe à quatorze ans sa première licence au sein du Grombalia Sports. Il arrive en 1970 à disputer la finale de la coupe des cadets, ce qui lui permet de se faire connaitre et d'être convoité par les grands clubs tunisiens : c'est l'Étoile sportive du Sahel (ESS) qui l'enrôle finalement en compagnie de son frère.
À 19 ans, il passe chez les seniors où l'entraîneur Abdelmajid Chetali apprécie son talent. Très rapidement, il rejoint l'équipe nationale.
Par la suite, le club saoudien Al-Nassr Riyad l'engage pour trois saisons. À son retour, il essaie de renouer avec son club mais les négociations n'aboutissent pas ; il passe alors au Club sportif de Hammam Lif (CSHL) où il termine sa carrière à l'âge de 30 ans.

### Équipe nationale
C'est l'entraîneur Ameur Hizem qui le lance en équipe nationale le 13 août 1973, durant la coupe de Palestine, où il dispute deux matchs.
Même si ses débuts ne sont pas très prometteurs, il est rappelé par André Nagy. Mais ce n'est qu'avec Chetali qu'il s'impose comme titulaire, participant notamment aux Jeux méditerranéens 1975, à la Coupe d'Afrique des nations 1978 et à la coupe du monde 1978.

## Palmarès
- Coupe du Maghreb des clubs champions : 1973
- Coupe du Maghreb des vainqueurs de coupe : 1975
- Coupe de Tunisie : 1974, 1975
- Coupe de Tunisie de football cadets :
  - Vainqueur : 1971 (but de la victoire)
  - Finaliste : 1970
- Championnat de Tunisie de football juniors : 1971
- Meilleur buteur du championnat : 1976, 1978
- Meilleur joueur du championnat : 1978

## Statistiques
- Sélections : 43
- Buts en équipe nationale : 7
- Matchs disputés en coupe maghrébine : 5
- Buts marqués en coupe maghrébine : 1
- Matchs de championnats disputés : 160 à l'ESS et 34 au CSHL
- Buts marqués en championnat : 70 à l'ESS et 9 au CSHL
- Matchs de coupe disputés : 25 à l'ESS et 5 au CSHL
- Buts marqués en coupe : 10 à l'ESS et 1 au CSHL